# 山阪神社
山阪神社（やまさかじんじゃ）は、大阪市東住吉区山坂に鎮座する神社。

## 祭神

### 主祭神
- 天穂日命

### 相殿
- 野見宿禰
- 素盞嗚尊
- 猿田彦
- 宇賀御魂神

## 歴史

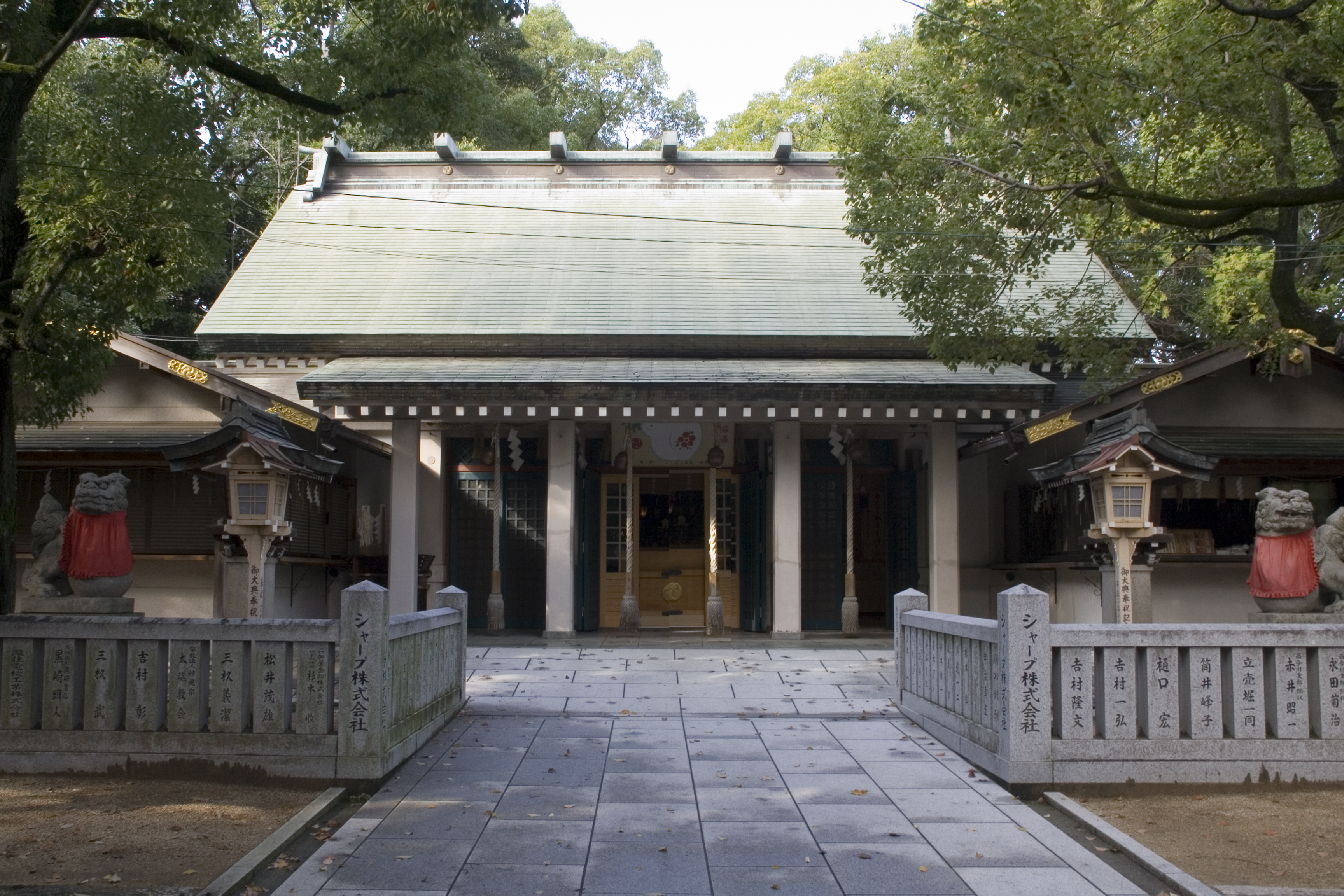
拝殿

田辺宿禰がこの地に祖神の天穂日命を祀ったものと云われ、『摂津志』に田辺西神祠は南田辺村の山阪明神とある。
- 『三代実録』清和天皇の貞観四年八月十一日に「摂津国正六位上田辺東神、田辺西神並授従五位下」とある西神が当社で、東神は中井神社のこと。
- 明治5年（1872年）村社に列し、山阪神社に改める。
- 明治23年（1890年）八王子社（素盞嗚尊）を合祀。
- 明治40年（1907年）1月、神饌幣帛料供進社に指定される。
- 明治40年（1907年）5月15日に浜田の土公神社（猿田彦）、5月22日に榊ケ原の稲荷社（宇賀御魂神）、また柳ケ原の稲荷神社を合祀し、五神五社殿とする。
- 大正12年（1923年）7月、五社殿を一社殿と改築する。

かつては祭神の 野見宿禰に因み、奉納相撲が行われていた。その由緒から、現在でも大相撲大阪場所では九重部屋の宿舎になっている。

## 境内
- 荒川稲荷神社　宇賀御魂神
- 八日戎社
- 伊勢神宮遥拝所
- 素釜三賽荒神
- 楠社　楠大明神
- 土公社　猿田彦

## 交通アクセス
- 阪和線南田辺駅より、南東に徒歩約4分
- Osaka Metro谷町線田辺駅より、南西に徒歩約10分